# 独立行政法人等の保有する個人情報の保護に関する法律
独立行政法人等の保有する個人情報の保護に関する法律（どくりつぎょうせいほうじんとうのほゆうするこじんじょうほうのほごにかんするほうりつ、平成15年5月30日法律第59号）は、独立行政法人等における個人情報の取扱いに関する法律である。略称は独法等個人情報保護法。
個人情報保護法関連五法の一つである。本法は、政府のデジタル改革に伴う個人情報保護制度の見直しに伴い、2022年（令和4年）4月1日に廃止され、本法の内容は個人情報保護法に一本化された。

## 歴史
個人情報保護法関連五法の一つとして2003年（平成15年）に行政機関の保有する個人情報の保護に関する法律とともに成立、施行された。2016年9月に、いわゆるビッグデータの活用を図るため匿名加工情報制度の導入を中心とする改正がされた。
2022年（令和4年）4月1日に、デジタル社会の形成を図るための関係法律の整備に関する法律（令和3年法律第37号）が施行されたことにより、同法附則第2条第2号の規定に基づき廃止された。

## 構成
- 第1章 総則（第1条、第2条）
- 第2章 独立行政法人等における個人情報の取扱い（第3条 - 第10条）
- 第3章 個人情報ファイル（第11条）
- 第4章 開示、訂正及び利用停止
  - 第1節 開示（第12条 - 第26条）
  - 第2節 訂正（第27条 - 第35条）
  - 第3節 利用停止（第36条 - 第41条）
  - 第4節 不服申立て（第42条 - 第44条）
- 第4章の2 独立行政法人等非識別加工情報の提供（第44条の2‐第44条の16）
- 第5章 雑則（第45条 - 第49条）
- 第6章 罰則（第50条 - 第54条）

## 法の目的
独立行政法人等において個人情報の利用が拡大していることに鑑み、独立行政法人等における個人情報の取扱いに関する基本的事項及び独立行政法人等非識別加工情報（独立行政法人等非識別加工情報ファイルを構成するものに限る。）の提供に関する事項を定めることにより、独立行政法人等の事務及び事業の適正かつ円滑な運営を図り、並びに個人情報の適正かつ効果的な活用が新たな産業の創出並びに活力ある経済社会及び豊かな国民生活の実現に資するものであることその他の個人情報の有用性に配慮しつつ、個人の権利利益を保護するを目的とする。（1条）。

## 独立行政法人等
「独立行政法人等」とは、独立行政法人通則法（平成11年法律第103号）第2条第1項に規定する独立行政法人及び別表に掲げる法人をいう(2条1項）
別表に掲げる法人
| 名称                           | 根拠法                                                                             |
| ------------------------------ | ---------------------------------------------------------------------------------- |
| 沖縄科学技術大学院大学学園     | 沖縄科学技術大学院大学学園法（平成21年法律第76号）                                 |
| 沖縄振興開発金融公庫           | 沖縄振興開発金融公庫法（昭和47年法律第31号）                                       |
| 外国人技能実習機構             | 外国人の技能実習の適正な実施及び技能実習生の保護に関する法律（平成28年法律第89号） |
| 株式会社国際協力銀行           | 株式会社国際協力銀行法（平成23年法律第39号）                                       |
| 株式会社日本政策金融公庫       | 株式会社日本政策金融公庫法（平成19年法律第57号）                                   |
| 株式会社日本貿易保険           | 貿易保険法（昭和25年法律第67号）                                                   |
| 原子力損害賠償・廃炉等支援機構 | 原子力損害賠償・廃炉等支援機構法（平成23年法律第94号）                             |
| 国立大学法人                   | 国立大学法人法（平成15年法律第112号）                                              |
| 大学共同利用機関法人           | 国立大学法人法                                                                     |
| 日本銀行                       | 日本銀行法（平成9年法律第89号）                                                    |
| 日本司法支援センター           | 総合法律支援法（平成16年法律第74号）                                               |
| 日本私立学校振興・共済事業団   | 日本私立学校振興・共済事業団法（平成9年法律第48号）                                |
| 日本中央競馬会                 | 日本中央競馬会法（昭和29年法律第205号）                                            |
| 日本年金機構                   | 日本年金機構法（平成19年法律第109号）                                              |
| 農水産業協同組合貯金保険機構   | 農水産業協同組合貯金保険法（昭和48年法律第53号）                                   |
| 放送大学学園                   | 放送大学学園法（平成14年法律第156号）                                              |
| 預金保険機構                   | 預金保険法（昭和46年法律第34号）                                                   |

### 独立行政法人等の責務
- 独立行政法人等は、個人情報を保有するに当たっては、法令の定める所掌事務を遂行するため必要な場合に限り、かつ、その利用の目的をできる限り特定しなければならない(3条1項）が、利用目的の変更は、変更前の利用目的と相当の関連性を有すると合理的に認められる範囲内で行うことができる（3条3項）。
- 独立行政法人等は、本人から直接書面・電磁的記録に記録された当該本人の個人情報を取得するときは原則として、あらかじめ、本人に対し、その利用目的を明示しなければならない(4条)（利用目的の明示）。
- 独立行政法人等は、偽りその他不正の手段により個人情報を取得してはならない(5条)（適正な取得）[注釈 1]。
- 独立行政法人等は、利用目的の達成に必要な範囲内で、保有個人情報が過去又は現在の事実と合致するよう努めなければならない(6条)（正確性の原則）。

## 保有個人情報
- 独立行政法人等の役員又は職員が職務上作成し、又は取得した個人情報であって、当該独立行政法人等の役員又は職員が組織的に利用するものとして、当該独立行政法人等が保有しているもの（2条3項）。
- 利用及び提供の制限（9条）

## 個人情報ファイル
- 保有個人情報を含む情報の集合物で、一定の事務の目的を達成するために特定の保有個人情報及び、それを容易に検索することができるように、電子計算機を用いて体系的に構成したもの（2条6項）。
- 個人情報ファイルの保有等に関する事前通知（10条）
- 個人情報ファイル簿の作成及び公表（11条）

## 開示請求
開示請求者は、開示請求書に本人確認書類（運転免許証等）を提示又は提出の上、開示手数料とともに独立行政法人等に提出することで、個人情報の開示請求ができる（13条）。

### 不開示事由
- 開示請求者から開示請求があったときは、下記いずれかの不開示事由が含まれている場合を除き、独立行政法人等は開示請求者に対して個人情報を開示しなければならない（14条）。よって、請求者本人の情報であっても、全てが開示されるわけではない。

1. 開示請求者の生命、健康、生活または財産を害するおそれがある情報。
2. 開示請求者以外の個人情報。ただし、公にされている情報、人の生命等を保護するため開示を要する情報、公務員の職務の遂行に関る情報は除く。
3. 法人の情報であって、法人等の正当な利益を害したり、開示しないことを条件として入手した情報等。
4. 国の機関、独立行政法人等、地方公共団体及び地方独立行政法人の内部又は相互間における審議等の情報等であって、開示することにより、率直な意見交換等が不当に損なわれるおそれ等がある情報。
5. 国の機関、独立行政法人等、地方公共団体及び地方独立行政法人の事務等に関する情報であって、開示することにより事務等の適正な遂行に支障を及ぼすおそれがある情報。

- 独立行政法人等は、開示請求に係る保有個人情報に不開示情報が含まれている場合において、不開示情報に該当する部分を容易に区分して除くことができるときは、開示請求者に対し、当該部分を除いた部分につき開示しなければならない（部分開示）（15条）が、個人の権利利益を保護するため特に必要があると認めるときは、開示請求者に対し、当該保有個人情報を開示することができる（裁量的開示）（16条）。
- 開示請求に対し、当該開示請求に係る保有個人情報が存在しているか否かを答えるだけで、不開示情報を開示することとなるときは、独立行政法人等は、当該保有個人情報の存否を明らかにしないで、当該開示請求を拒否することができる（17条）。

## 訂正請求・利用停止請求
開示された個人情報が事実でないと思料するときの訂正請求制度や、目的外使用・不適正に取得されている場合の利用停止や提供停止を求めることができる。評価又は判断の内容が不当というだけでは訂正等を請求することはできない。
- 訂正請求権（7条）。

## 不服申立て
個人情報の開示決定等に不服がある場合で、行政不服審査法に基づく審査請求を行うことができ、行った場合は、裁決等を行うべき独立行政法人等は原則として情報公開・個人情報保護審査会に諮問した上で、その答申を尊重した上で裁決等をしなければならない。また、開示決定等に不服がある者は訴訟を提起することもできる（43条）。

## 独立行政法人等非識別加工情報の提供
2016年の改正により新設された第4章の2の規定により、独立行政法人等非識別加工情報の提供の提供のため、提供する情報の範囲、要件等が規定された。

## 罰則
- 独立行政法人等の役員若しくは職員又はこれらの職にあった者又は受託業務に従事している者若しくは従事していた者が、正当な理由がないのに、個人の秘密に属する事項が記録された個人情報ファイル（その全部又は一部を複製し、又は加工したものを含む）を提供したときは、2年以下の懲役又は100万円以下の罰金に処せられる（50条）。
- 偽りその他不正の手段により、開示決定に基づく保有個人情報の開示を受けた者は、10万円以下の過料に処せられる（54条)。

## 下位法令
- 独立行政法人等の保有する個人情報の保護に関する法律施行令 - e-Gov法令検索
- 独立行政法人等の保有する個人情報の保護に関する法律施行規則 - e-Gov法令検索
- 独立行政法人等の保有する個人情報の保護に関する法律第四章の二の規定による独立行政法人等非識別加工情報の提供に関する規則

## 関連法令
- 独立行政法人等の保有する個人情報の保護に関する法律に係る行政手続等における情報通信の技術の利用に関する法律施行規則 - e-Gov法令検索